# Trimma tevegae
Trimma tevegae är en fiskart som beskrevs av Cohen och Davis, 1969. Trimma tevegae ingår i släktet Trimma och familjen smörbultsfiskar. Inga underarter finns listade i Catalogue of Life.